# Міжнародна Французька Школа міста Києва
Товариство з обмеженою відповідальністю «Міжнародна Французька Школа» (коротка назва Міжнародна Французька Школа міста Києва); (фр. "Ecole Française Internationale de Kiev") — одна із 158 розташованих за межами Франції французьких міжнародних шкіл (фр. École Française Internationale (EFI)), які отримали статус «LabelFrancÉducation» (укр. «ЯрликФранцузькоїОсвіти»). Школа також входить до всесвітньої мережі «Асоційованих шкіл ЮНЕСКО» і бере участь у програмах «Міжнародного співробітництва та якісної освіти для усіх».

## Історія
Школу було засновано у 2005 році за ініціативи та зусиллями нинішнього її директора — пані Тіфен Анрі, громадянки Франції, яка приїхала в Україну у 1993 році. Школа розташовувалася за адресою вул. Воровського 1/37 к.8 (нині Бульварно-Кудрявська вулиця).
У вересні 2009 року Ecole Française Internationale переїжджає до оновленого корпусу, відремонтованої будівлі школи № 104 ім. Ольжича, за адресою вул. Лісна 28-а, що у Пущі Водиці (Оболонський район міста Києва).
З 2010 року у школі реалізовується офіційно затверджений МОН України інноваційний проект “Освіта через мистецтво”, розроблений керівництвом МФШ.
У березні 2012 року École Française Internationale була прийнята до всесвітньої мережі асоційованих шкіл ЮНЕСКО. Того ж року керівництвом школи була підписана багатостороння угода про партнерство із освітніми закладами України та Франції.
У травні 2012 року EFI розширила та продовжила термін дії офіційної ліцензії Міністерства освіти і науки України на 10 років з правом на освітню діяльність у сфері дошкільної освіти, загальної середньої освіти та позашкільної освіти.
У квітні 2013 року Інститутом інноваційних технологій МОН України офіційно було схвалено авторську програму «Математика французькою мовою навчання» для використання у загальноосвітніх навчальних закладах. Автор програми — директор школи Тіфен Анрі. У 2013 році EFI пройшла державний аудит, за результатами якого отримала атестат з відзнакою.
5 листопада 2013 року посол Франції вручив EFI диплом «LabelFrancEducation», який присуджується Міністерством закордонних справ Франції школам за межами Франції, які відповідають встановленим критеріям, та забезпечують якісну двомовну освіту в рамках національних освітніх програм.
3 жовтня 2014 року відбулось урочисте відкриття дитячого садка EFI на новій території, розташованій неподалік від школи.

## Освітні програми та освітні рівні
У школі запроваджено двомовну програму навчання українською та французькою мовами із вивченням англійської та іспанської мови як «другої іноземної мови». Опанування учнями освітніх програм дозволяє отримати наступні документи, які підтверджують здобуті освітні рівні:
- Національний диплом бревет (фр. Diplôme national du brevet (DNB)) — офіційний національний французький диплом, який оцінює рівень знань та навичок, набутих в кінці навчання у коледжі,[6] який за французькою системою навчання видають по закінченню 3-го класу (фр. Classe de troisième française) (еквівалентний українському атестату про базову загальну середню освіту);
- Національні українські атестати про:
  - початкову загальну освіту;
  - базову загальну середню освіту;
  - повну загальну середню освіту.
- Диплом про знання французької (фр. Diplôme d'études en langue française (DELF)) — міжнародний мовний сертифікат, який підтверджує рівень знань французької мови особою, для якої ця мова не є рідною;
- Диплом про знання іспанської (іс. Diplomas de Español como Lengua Extranjera (DELE)) — міжнародний мовний сертифікат, який підтверджує рівень знань іспанської мови особою, для якої ця мова не є рідною;
- Тестування Пірсона з англійської (англ. Pearson Tests English PTE) — диплом, який підтверджує знання англійської на декількох рівнях.

## Опис

### Дитячий садочок
Міжнародний дитячий садочок розташовується за адресою 50, вулиця Квітки Цісик, поряд зі школою.
У садочку діти розбиті на декілька вікових груп. Навчання і виховання дитини забезпечується на двох етапах:
- активний і креативний розвиток дитини із знайомством та вивченням французької і української (віком від 2 до 5 років):
  - наймолодша група;
  - молодша група;
  - середня група;
- підготовка до процесу систематичного навчання в школі за двомовною (англ. be-lingual) програмою (підготовча група віком від 5 до 6 років):
  - старша група.

Навчальні плани та методологія навчання забезпечують можливість отримання повної дошкільної освіти високого рівня із вивченням іноземних мов у двомовному середовищі та створюють умови для індивідуального розвитку творчих здібностей, комунікативних якостей, культури і етикету, та всебічно готують дитину до навчального процесу в школі. У садочку, як і у школі, успішно реалізовується інноваційний проект «Освіта через мистецтво», за яким значна увага приділяється естетичному вихованню.

### Школа
Міжнародна школа розташовується за адресою 28-А, вулиця Лісна. У сусідній будівлі розташована середня загальноосвітня школа № 104 ім. Ольжича (за адресою 28, вулиця Лісна).
Станом на 2017 рік у школі 153 учні, 27 вчителів, із яких 25 мають повну вищу освіту та 5 — спеціалісти вищої кваліфікації. У школі 22 класні кімнати, 11 з яких обладнані інтерактивними комплексами, 12 кабінетів, 6 з яких — кабінети іноземних мов. Школа має їдальню, спортивну залу та спортивні майданчики на свіжому повітрі.
Школа забезпечує процес навчання і виховання дітей на двох рівнях:
- початкова школа (учні віком від 6 до 11 років; класи від 1-го по 5-ий включно);
- коледж та ліцей (учні віком від 11 до 16 років; класи від 6-го по 9-ий включно).

Навчання в школі надає можливість здобути середню освіту за двома освітніми програмами:
- національна українська освітня програма;
- французька національна освітня програма.

Окрім шкільної програми, передбачається можливість вивчення англійської та іспанської, як другої іноземної мови. Учні мають можливість брати участь у стандартизованих тестуваннях «DELF», «DELE» та «PTE».
Здобуті освітні рівні та документи, що їх засвідчують, надають можливість продовжувати навчання і здобувати освіту на наступних освітніх рівнях як в національних навчальних закладах, чи у розташованих на теренах України міжнародних школах, так і в навчальних закладах Франції і інших країн Європи та світу.